# Pachydissus drumonti
Pachydissus drumonti es una especie de escarabajo longicornio del género Pachydissus, tribu Cerambycini, subfamilia Cerambycinae. Fue descrita científicamente por Bouyer en 2018.

## Descripción
Mide 29-40 milímetros de longitud.

## Distribución
Se distribuye por Camerún, Gabón y República Democrática del Congo.